# أكمية تيلندسانية
أكمية تيلندسانية (الاسم العلمي: Aechmea tillandsioides) هو نوع نباتي يتبع جنس الأكمية من فصيلة البروميلية.